# Calamus thysanolepis
Calamus thysanolepis là loài thực vật có hoa thuộc họ Arecaceae. Loài này được Hance mô tả khoa học đầu tiên năm 1874.